# Forlì
Forlì (wym. [forˈli]) – miasto i gmina we Włoszech, w regionie Emilia-Romania, jest stolicą prowincji Forlì-Cesena. Patronem Forlì jest św. Peregryn Laziosi (patron chorych na raka).
Według danych na rok 2004 gminę zamieszkiwały 108 363 osoby, 475,3 os./km².
Miejsce urodzenia malarza Melozzo da Forlì, renesansowego historyka Flavio Biondo, lekarzy Geronimo Mercuriali i Giovanni Battista Morgagni, oraz Benito Mussoliniego, jego córki Eddy i jego syna Romano.
W listopadzie 1944 r. walki na południe od Forlì toczyła 3 Dywizja Strzelców Karpackich z 2 Korpusu Polskiego, która przełamała niemiecką obronę i umożliwiła Brytyjczykom zajęcia miasta. Na wiosnę 1945 r. w czasie  ofensywy na Bolonię wokół Forlì zorganizowane polskie centrum medyczne, złożone z 3. i 5. Polowego Szpitala Ewakuacyjnego. Walki Polaków upamiętnia tablica w kościele San Mercuriale w centrum miasta.
W miejscowości znajduje się port lotniczy Forlì oraz stacja kolejowa Forlì.

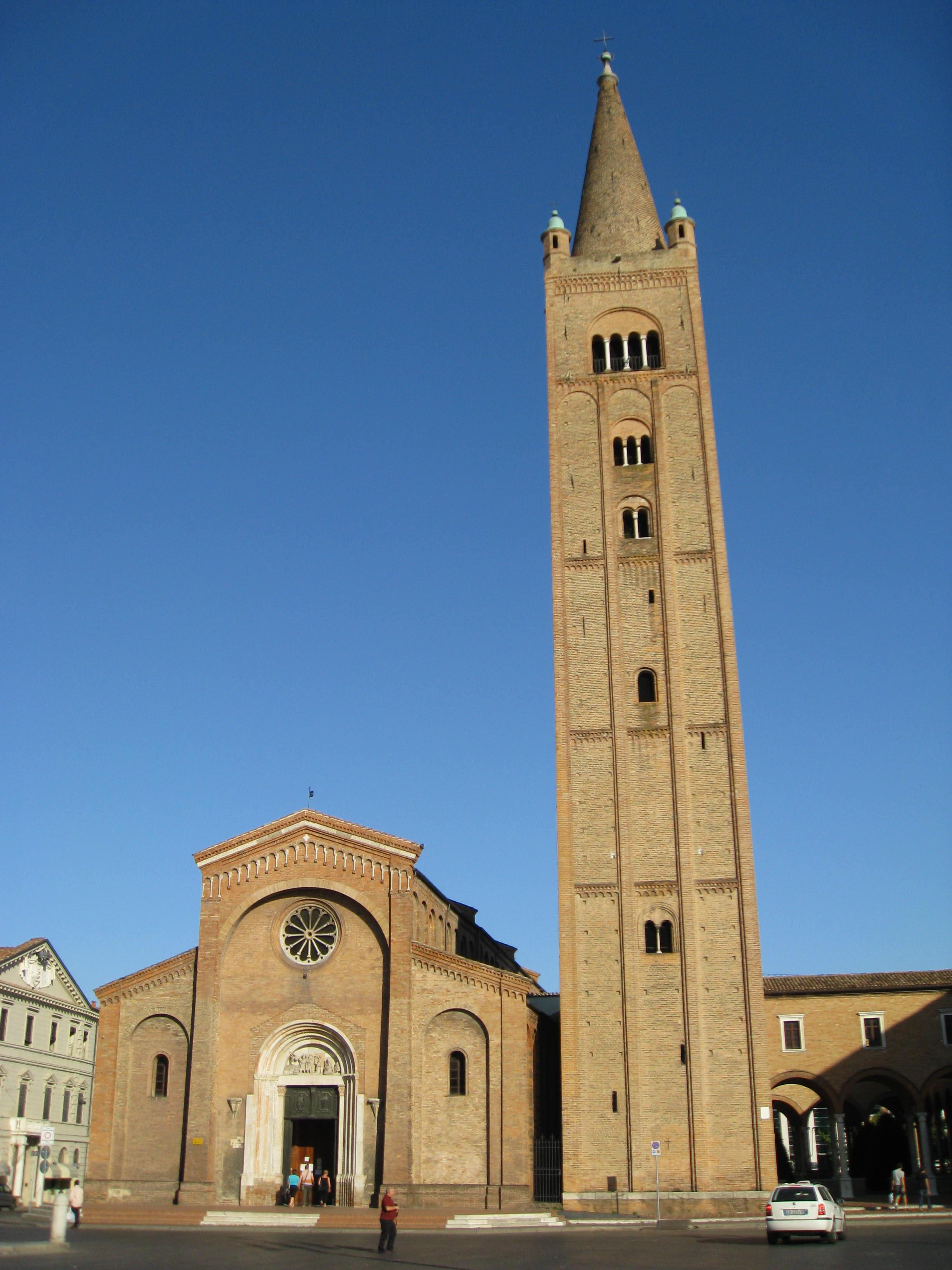
Kościół San Mercuriale

## Miasta partnerskie
- Aveiro, Portugalia
- Bourges, Francja
- Chichester, Wielka Brytania
- Elektreny, Litwa
- Karlsruhe, Niemcy
- Peterborough, Wielka Brytania
- Płock, Polska
- Skövde, Szwecja
- Szolnok, Węgry